# Upplands runinskrifter 1156
Upplands runinskrifter 1156 är en vikingatida runsten av granit i Hjälteberga, Simtuna socken och Enköpings kommun. 
Runstenen är 1,6 meter hög och 1,4 meter bred. Runhöjden är 7-8 centimeter. Stenen är sprucken på mitten men endast några linjer har gått förlorade i och med detta. Ristningen är tydlig och djup. Runristaren är samma som ristat U 1155, som också står i Hjälteberga, troligtvis Erik.

## Inskriften
Translitterering av runraden:
snor[i]r + auk + kurukr × raistu + stain + þin[a] + aftir + hariulf × aftir × faþur + sii
Normalisering till runsvenska:
Snorriʀ/Snærriʀ ok Krokʀ ræistu stæin þenna æftiʀ Hæriulf, æftiʀ faður sinn.
Översättning till nusvenska:
Snorre och Krok reste denna sten efter Härjulv, efter sin fader.